# Szentkatalin
Szentkatalin é um município da Hungria, situado no condado de Baranya. Tem 13,31 km² de área e sua população em 2019 foi estimada em 90 habitantes.